# Otto Menet
Otto Menet (* 18. August 1874 in Basel; † 18. August 1951 ebenda) war ein Schweizer Organist, Gesangspädagoge und Komponist.

## Leben
Menet arbeitete nach Abschluss seiner Ausbildung am Basler Konservatorium zunächst als Primarlehrer in Zürich. 1896 wurde er Lehrer an der Knabenprimar- und -sekundarschule in Basel und im gleichen Jahr zum Organisten der St. Jakobskirche gewählt. 1906 wechselte er an die Pauluskirche als Nachfolger von Johann Jakob Nater und verblieb dort beinahe 30 Jahre im Amt. Ab 1910 wirkte Menet als Gesangslehrer am Mädchengymnasium (heute Gymnasium Leonhard) bis zu seiner Pensionierung 1934. Er trat ausserdem regelmässig in Konzerten als Organist auf, so u. a. 1899 im Stadtcasino Basel unter Hans Huber.
In späteren Jahren wurde Menet regional bekannt als Komponist des Heimatliedes Rieche mi Heimet («Riehen meine Heimat») zu einem Text von Wilhelm Wenk. Ausserdem komponierte er einige Orgelwerke. Menet starb an seinem 77. Geburtstag in Basel.